# 高橋一晃
高橋 一晃（たかはし いちこう、1966年3月9日 - ）は、TBSテレビ情報制作局制作プロデューサー、演出家。（旧TBSエンタテインメント）以前は制作局所属。NPO法人スーパーダディ協会という日本人男性の意識改革を促す団体の代表理事長、父親の本音研究所「スーパーダディ総研」所長を務める。著書に「スーパーダディビジネスマンのすすめ」双葉社がある。東京都板橋区生まれ。早稲田大学社会学科学部社会学科卒業。血液型はO型、身長173cm。一児の父。

## 概要
現在は仕事と子育ての完全NPO法人 スーパーダディ協会代表、TBSテレビ参事／制作プロデューサー。1991年TBSテレビに入社。「オールスター感謝祭」「恋するハニカミ」「王様のブランチ」「アッコにおまかせ!」など歴任、現在「サンデージャポン」を担当。街の寿司屋を守る会代表やゆる家事推進委員会理事長もつとめる。
「仕事当然家事育児！（しごととうぜんかじいくじ）」を胸に仕事&子育て&家事の完全三立を目指し、毎日を全力投球中。「一生に一度の人生ムリして頑張るぜ」がモットー。子育てを仕事に活かすことを提案する『スーパーダディビジネスマンの勧め』はamazonの高評価レビューでベスト10入り。

## NPO法人 スーパーダディ協会

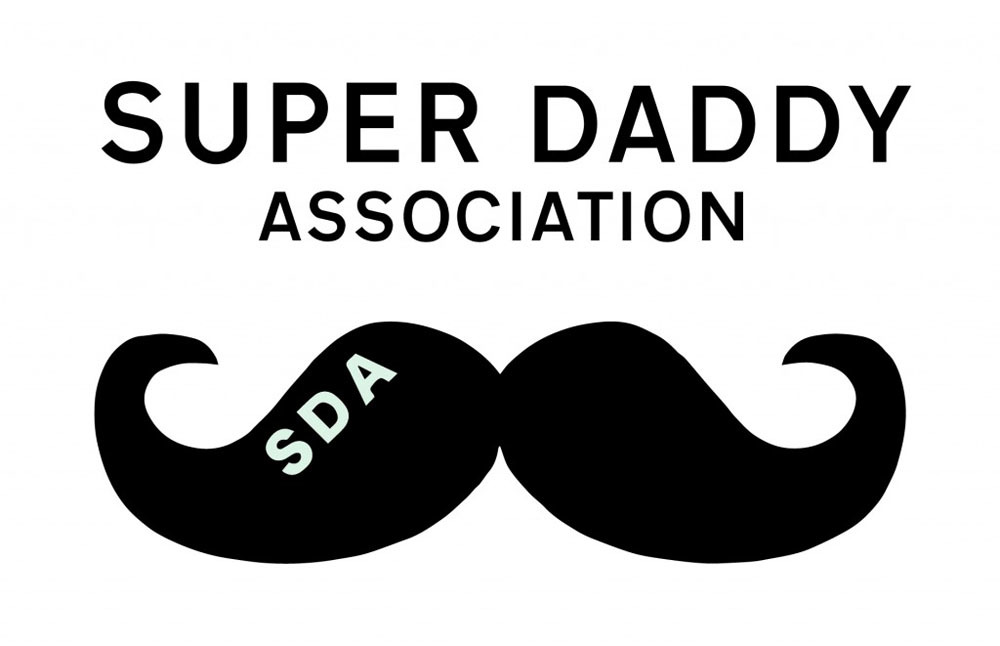
NPO法人 スーパーダディ協会 ＜ロゴ＞

日本に生まれた子どもたちのために、パパが子育てに積極的に参加することを提案する『パパによるパパのための集まり』を提唱。自らNPO法人 スーパーダディ協会を立ち上げる。略称はSDA。「育児を前向きに楽しむ」、「仕事と育児を両立する」パパ集団。「イクメン」より少し志を高く、育児に関してアクティブにという意味をこめて「スーパーダディ」と名づけた。
いまだ日本では一家の大黒柱であるパパは仕事が第一。仕事以外の限られた時間の中で、いかに効果的に、いかに密度濃く子育てするかをメンバーで考えて実行していく。 「スーパーダディ協会」の活動を通して、子育てに情熱を燃やすパパが増えたら、ママにも子育てだけでないプラスの人生を歩むきっかけを提供できるはずと現在活動中。
メンバー限定企画として『スーパーダディ式アウトドア塾』『男めし塾』『スーパーダディお花塾』『父子で健脚自慢に！野人走り塾』『フウフゲンカシンポジウム』を実施。その他に１年で１番のスーパーダディを決める『SDAアワード』を発表。2017年度はプロサッカー選手の大久保嘉人、2018年は書道家の武田双雲が受賞している。
これまでにセレクトショップのBEAMSとタッグを組み、夫である男性に、普段から「ゆるく家事を楽しもう！」と思ってもらえる新しいライフスタイル「ゆる家事」を提案するためBEAMS店頭で、初心者でも簡単に家事を始められる『ゆる家事HOW-TO本』、ゆる家事に合う楽曲CDを配布。『ゆる家事エプロン』を発売。料理研究家SHIORIとコラボしたパパ向け料理教室、プロサッカー選手の鈴木啓太や『UOMO（ウオモ）』の表紙モデル・リヒトなどパパ有名人とコラボしたトークイベントなど啓発を行う。

## 略歴
- 1966年3月9日、東京都板橋区の寿司屋の長男として生まれる[8]。
- 1978年3月、豊島区立千川小学校 卒業[8]
- 1981年3月、板橋区立向原中学校 卒業[8]
- 1984年3月、東京都立向丘高等学校 卒業[8]
- 1984年-1986年、寿司屋で修業[8]
- 1991年3月、早稲田大学社会学科学部社会学科 卒業[8]
- 1991年4月、TBSテレビ入社。経理局財務部に配属[8]
- 1993年、上岡龍太郎との出会い。担当する「ザッツ!・上岡龍太郎vs50人」が初の視聴率20％を獲得[8]
- 2002年、ウッチャンナンチャンとの出会い。「ウッチャきナンチャき」を担当[8]
- 2003年、テレビ初のデート番組「恋するハニカミ!」を担当[8]
- 2004年、「オールスター感謝祭」を担当、最高視聴率30％。2016年まで12年携わる[8]
- 2005年、結婚[8]
- 2007年、「王様のブランチ」を担当、2015年まで8年間プロデューサーを担当[8]
- 2009年4月、男児を授かる[8]
- 2014年、スーパーダディ協会 設立[9]
- 2017年、和田アキ子との出会い。「アッコにおまかせ」担当[8]
- 2017年7月、NPO法人化になる[10]
- 2019年、爆笑問題との出会い。「サンデージャポン」を担当[8]
- 2019年、有吉弘行との出会い。「有吉ジャポン」を担当[8]

　　経理⇒営業⇒制作局に所属。演出家を経て、2020年現在、情報制作局制作プロデューサー。主に情報バラエティ番組や特番を担当している

## 人物
- 元々は鶴岡滋之や荒井昌也の下で番組を手掛けており、主に深夜のバラエティ番組を担当していた[8]
- 資格は剣道3段、簿記3級、PADI C級[8]
- 趣味はアナログレコードを聴くこと、ゴルフ（造園の観点からラウンド、平均スコア98、最高スコア83）[8]
- 特技は育児、家事、スケートボード、レコードコレクション、歯笛[8]
- 王様のブランチの演出・プロデューサーを歴任。ターゲットを23歳の女性にすることで土曜の朝昼に定着させた[11]
- 男が堂々と「家事・育児の話」をできる社会提唱する[2][3]
- 男性でも家事をエンジョイできるよう、家事をゆるく楽しむ『ゆる家事』を推奨している[12]
- 「ゴルフ場を設計目線で散歩する会」代表[8]
- 「街の寿司屋を守る会」代表[8]
- 「マスコミ塾 ADLIVE（アドリブ）」非常勤講師[8]

※高橋一晃が代表理事を務めるNPO法人スーパーダディ協会はこちらから→http://superdaddyjapan.com/

## 現在の担当番組
- サンデージャポン（制作プロデューサー→プロデューサー）
- 有吉ジャポン（協力プロデューサー）

## 過去の担当番組
- THE・プレゼンター
- TVジェネレーション
- 関口宏のPAPAパラダイス
- 突然バラエティー速報!!COUNT DOWN100
- カウントダウンTV
- 上岡龍太郎 vs 50人
- 上岡龍太郎がズバリ!
- ミスターレディ特番
- おかまのオリンピックTHEかまリンピック
- 日本レコード大賞
- そっくりさん特番
- サバイバー
- ウンナンの気分は上々
- ウッチャきナンチャき
- 超豪華!芸能人初暴露マチャミくりぃむ旅館大新年会スペシャル!
- UN街
- 噂のCMガール博覧会
- あざーっす!
- 王様のブランチ（演出→プロデューサー）
- 王様のお夜食
- ワンダフル
- 恋するハニカミ!
- オールスター感謝祭 超豪華!クイズ決定版（2002年秋 - 2009年春）
- 空腹絶倒！ウンナンのマンガグルメ晩餐会
- ブロードキャスター（AP）
- ピンポン!
- リア10〜最新トレンド乱キング〜（制作プロデューサー）
- それ古っ!ソレフル
- アッコにおまかせ!（プロデューサー）

## 著書
- 『スーパーダディビジネスマンの勧め』（2017年、双葉社）　ISBN 978-4575312263

## 講演
- ディズニー映画『インサイド・ヘッド』トークショー（2015年7月7日）[13]
- Roppong Hills Breakfast Vo.70（2017年3月27日） - 『日本を変える！ ”スーパーダディという新しい男の生き方”』[14] https://www.youtube.com/watch?v=MrQk1AsMsuY